# Spyro: Year of the Dragon
Spyro: Year of the Dragon (auch bekannt als Spyro 3: Year of the Dragon oder Spyro 3) ist ein Jump ’n’ Run für PlayStation der Spyro-Reihe. Es wurde von Insomniac Games entwickelt und von Sony Computer Entertainment veröffentlicht. Das Spiel erschien am 24. Oktober 2000 in den USA und am 10. November 2000 in Europa. In Japan wurde es nicht veröffentlicht, anders als frühere Teile der Reihe.
Spyro: Year of the Dragon ist der letzte Teil der Serie, der von Insomniac Games entwickelt wurde, die dann die Produktion von Videospielen zur Ratchet-&-Clank-Reihe fortsetzten. Danach wurde die Spyro-Serie von Vivendi Games entwickelt.

## Handlung
Das Spiel beginnt mit der Feier des Jahres des Drachen im Reich der Drachen. Alle 12 Jahre legen Drachen Eier, die ihre Jungen zur Welt bringen. Spyro, Sparx, Hunter und ihre Freunde feiern die ganze Nacht. Während alle schlafen, stiehlt die Anfängerhexe Bianca und einige Rhynocs alle 150 gelegten Dracheneier. Bianca tritt aus Versehen auf Hunters Schwanz, der beim Aufwachen merkt, was passiert. Er warnt Spyro, aber es ist zu spät: Die Eier sind verschwunden, zusammen mit Bianca und den Rhynocs. Spyro, Sparx und Hunter sind daher gezwungen, eine Reise zu unternehmen, um die Eier zurückzuholen. Die böse Zauberin möchte, dass Drachen ihre Kraft und Energie erlangen und unbesiegbar und unsterblich werden.

## Rezension
Die Kritiken waren meist positiv, Spyro war eines der besten Spiele des Jahres 2000, wobei die detaillierten Darstellungen und die Komplexität der zahlreichen Spiellevels hervorzuheben sind.